# The Crystal Method
The Crystal Method je americké elektronické hudební duo, které vzniklo v Las Vegas v Nevadě na počátku 90. let. Jeho členové jsou Ken Jordan a Scott Kirkland. Jejich hudba se mnohokrát objevila v různých televizních reklamách, pořadech a videohrách. Snad nejznámějším z nich je americký televizní seriál Sběratelé kostí. Jejich nejprodávanější album Vegas bylo v roce 2007 oceněno platinou.

## Diskografie

### Studiové alba
- Vegas (1997)
- Tweekend (2001)
- Legion of Boom (2004)
- Divided by Night (2009)
- Spacehuman (2012)